# New Normal Life 〜優しさであふれる毎日を〜
『New Normal Life 〜優しさであふれる毎日を〜』（ニュー・ノーマル・ライフ 〜やさしさであふれるまいにちを〜）は、2022年4月2日から2024年9月28日まで放送されていた、エフエム大阪（FM大阪）製作のラジオ番組である。ネクセラファーマジャパン（旧：イドルシア ファーマシューティカルズ ジャパン）の一社提供。

## 概要
声優の山寺宏一と野沢雅子による「ほっこり優しい時間」をテーマとした番組。リスナーからメッセージを募集し、その内容からトークを展開する。
山寺がメインパーソナリティを務めるFM大阪の番組としては「Keep On Smiling」（2018年9月30日終了）以来約3年半ぶりとなる。
2024年5月4日放送分では、番組スポンサーのネクセラファーマジャパンとFM大阪が2023年に開催した「第2回絵はがきデザインコンテスト」で最優秀賞を受賞した一般中学生がゲスト出演、この回に限り中学生の出身地である沖縄県を放送対象地域とするFM沖縄でも放送された。
2024年9月7日放送分のエンディングで、9月28日の放送を以ての番組終了が発表。最終回では一部のコーナーを中止し、リスナーから寄せられた番組へのメッセージが紹介された。

## コーナー
（出典：）
小さな幸せ
リスナーから寄せられた、どうでもいいような事だがとても嬉しかった出来事を紹介する。
つくづくニッポン
リスナーから寄せられた、日本らしさや「日本人っぽい」と感じた出来事を紹介する。
ほっこりシアター
リスナーから募集した、ほっこりした体験談に基づいたショートドラマのコーナー。山寺と野沢が全ての登場人物を兼役で演じる。
ありがとうの時間
リスナーから寄せられた、「ありがとう」と言ってもらった、または伝えたいと思ったエピソードを紹介する。

## 放送局・放送時間
| 放送対象地域 | 放送局名                         | 放送時間           | 備考                        |
| ------------ | -------------------------------- | ------------------ | --------------------------- |
| 大阪府       | エフエム大阪（FM大阪）           | 土曜 9:00 - 9:30   | 製作局                      |
| 秋田県       | エフエム秋田（FM秋田）           | 土曜 9:00 - 9:30   | 2023年5月6日から放送開始。  |
| 宮城県       | エフエム仙台（Date fm）          | 土曜 9:00 - 9:30   |                             |
| 東京都       | エフエム東京（TOKYO FM）         | 土曜 19:30 - 20:00 |                             |
| 新潟県       | エフエムラジオ新潟（FM-NIIGATA） | 日曜 8:00 - 8:30   | 2022年10月2日から放送開始。 |
| 愛知県       | エフエム愛知（FM愛知）           | 土曜 11:30 - 12:00 | 2023年1月7日から放送開始。  |
| 広島県       | 広島エフエム放送（広島FM）       | 土曜 8:00 - 8:30   | 2023年1月7日から放送開始。  |
| 高知県       | エフエム高知（FM高知）           | 土曜 9:00 - 9:30   | 2023年1月7日から放送開始。  |
| 大分県       | エフエム大分（FM大分）           | 土曜 8:30 - 9:00   | 2023年1月7日から放送開始。  |